# ژن‌های پیوسته
هنگامی که دو یا چند صفت بر روی یک کروموزوم وجود داشته باشند به آنها  صفات ژن‌های پیوسته می‌گویند.

## صفحات مرتبط
- ژن‌های ناپیوسته
- ژنتیک